# Mestre Jonas
Mestre Jonas, nome artístico de Jonas Henrique de Jesus Moreira (Belo Horizonte, 18 de abril de 1976 — Belo Horizonte, 30 de dezembro de 2011) foi um artista plástico, compositor, violonista e produtor musical brasileiro.
Foi idealizador e produtor dos projetos Samba da Madrugada e Samba do Compositor, entre outros.
O artista faleceu aos 35 anos, vítima de um acidente vascular cerebral.
Em sua homenagem póstuma foi criado Concurso de Marchinhas Mestre Jonas que consiste numa disputa musical anual, existente desde 2012, para escolher a melhor música do carnaval de Belo Horizonte, no estilo de marchinha.

## Discografia
- (2010) "Sambêro" • Mais Brasil • CD